# Viana do Alentejo (freguesia)
Viana do Alentejo is een plaats (freguesia) in de Portugese gemeente Viana do Alentejo en telt 2828 inwoners (2001).